# Irrungen, Wirrungen

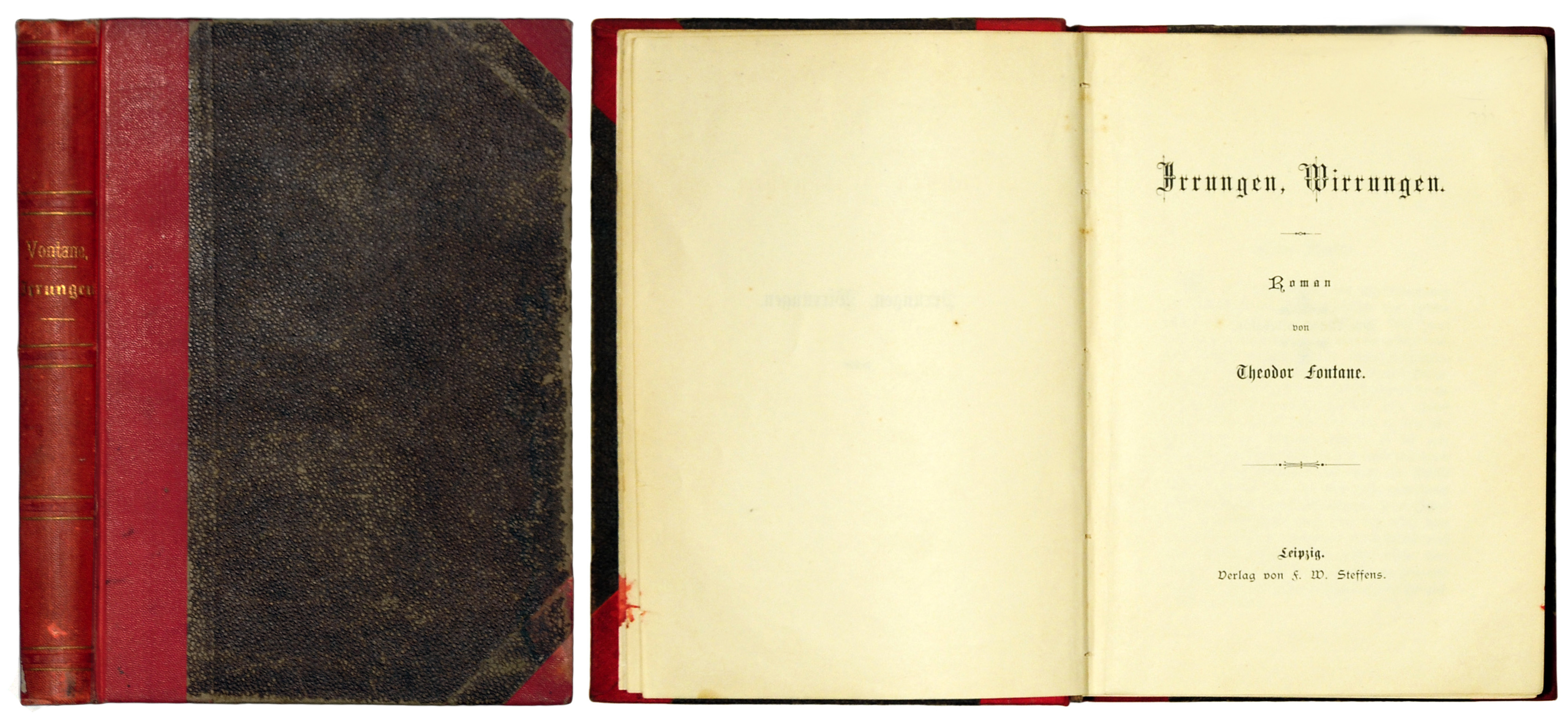
Frontespizio della prima edizione del romanzo

Irrungen, Wirrungen (tradotto, "Errori, conseguenze") è un romanzo di Theodor Fontane, comparso nel 1888. Esso tratta dell'impossibile amore fra il barone ed ufficiale dell'esercito prussiano Botho von Rienäcker e la piccolo-borghese sartina Magdalene (Lene). Entrambi non vogliono passare i confini che separano i loro rispettivi ceti sociali e finiscono ciascuno per contrarre matrimonio con un altro partner, con il quale ciascuno di essi vivrà una vita moderatamente felice:
(Theodor Fontane, il 16 luglio 1887 a Friedrich Stephany, caporedattore di Vossischen)
Il titolo del romanzo viene ripreso per bocca del protagonista maschile Botho nel 22º capitolo, al momento in cui, per tagliare ogni ricordo concreto con il passato, eggi getta nel fuoco del camino le lettere scrittegli da Lene nel breve periodo in cui vissero da innamorati:
(Theodor Fontane, Irrungen, Wirrungen, cap. 22º)

## La vicenda
La storia si svolge nella Berlino degli anni 1870, nel periodo che va dalla Pentecoste del 1875 all'estate del 1878. La giovane e giudiziosa Lene vive con l'anziana madre adottiva, Frau Nimptsch, in una piccola casetta presso un vivaio nelle vicinanze del Giardino zoologico della città. Durante una gita in barca, fa conoscenza con il modano ma spigliato e simpatico barone Botho von Rienäcker, ufficiale dell'esercito prussiano. Nel corso dell'estate i due simpatizzano. Al contrario di Botho però, che sogna un matrimonio clandestino con la giovane piccolo-borghese al di fuori delle convenzioni sociali, Lene è abbastanza realista da capire che la loro relazione a lungo andare non potrà avere un futuro. Botho frequenta la casa di Lene e simpatizza con la madre adottiva della ragazza e le persone che girano per casa, fra le quali spicca una vicina, matura e "vissuta", la ciarliera ed autoritaria Frau Dörr, la quale fa anche da chaperon alla coppia durante le loro passeggiate nei dintorni. Dopo numerosi di quest'incontri con Lene, Botho viene invitato a pranzo dallo zio Anton von Osten, di passaggio a Berlino. Questi a tavola gli ricorda il suo precedente impegno a sposare la giovane e ricca cugina Käthe von Sellenthin.
Una scampagnata fra sabato e domenica fuori porta, al Hankels Ablage, segna il punto più alto della relazione fra i due. Tuttavia questa viene interrotta malauguratamente da un gruppetto di conoscenti di Botho: i suoi tre colleghi d'arme Balafré, Serge e Pitt, accompagnati dalle rispettive amanti, soprannominate Regina Isabeau,  Signorina Margot e Signorina Johanna.
Il finale dell'escursione, necessariamente conclusasi in compagnia del gruppetto, rende palese alla coppia l'impossibilità di continuare a mantenere alla luce del sole il loro rapporto, a causa della forte diversità di livello sociale che li separa.
Una lettera della madre di Botho, che questi riceve pochi giorni dopo, chiude ogni possibilità ai due di continuare la relazione. La lettera annuncia la necessità, per la famiglia del barone, di rimborsare un grosso prestito, cosa che, data la precaria situazione finanziaria della famiglia, risulterebbe impossibile. L'unica speranza che rimane alla famiglia è il matrimonio di Botho con la cugina Käthe von Sellenthin, la cui ricchezza è tale da rendere pressoché irrilevante l'esborso per la copertura del debito scaduto. Il giovane barone quindi si accomiata dall'amata e sposa la cugina. Lene, che aveva fin dall'inizio pronosticato una fine del genere per i loro rapporti, pur con la morte nel cuore, si rassegna e non serba rancore all'amato per la scelta da lui compiuta. Tuttavia, scoprendo che egli, con la sposa, è venuto ad abitare piuttosto vicino a casa sua e che, nel recarsi o nel rientrare dal lavoro, lei rischia d'incontrarli insieme, trasloca e va ad abitare con la madre in un altro quartiere. Il nuovo padrone di casa è un certo Gideon Franke, maturo signore, reduce da un lungo periodo lavorativo negli Stati Uniti, con una predilezione particolare per le piccole confessioni religiose: già mennonita, poi irvingiano ed infine, fondatore lui stesso di una setta confessionale. Gideon frequenta assiduamente le due donne sue inquiline ed inizia una corte discreta ma assidua a Lene, cui non dispiace l'uomo, per il quale prova stima e forse anche affetto, ma non amore. Lene cede infine alle proposte di matrimonio di Gideon, chiarendogli però prima di aver già avuto una relazione con Botho, del quale resta ancora innamorata. Nel frattempo la madre adottiva di Lene, Frau Nimptsch, sofferente di asma, muore. (Fontane dedica un capitolo del libro al trapasso della povera donna:
(Theodor Fontane, Irrungen, Wirrungen, cap. 19º)
)
Prima però di sposare Lene, Gideon, venuto a conoscenza della momentanea assenza della sposa di Botho, recatasi per un periodo di cura alle terme di Schlangenbad, nell'Assia, si reca da lui per una verifica sullo stato del rapporto affettivo fra la sua futura sposa e il barone. Così Botho apprende la nuova situazione di Lene e la notizia del decesso della madre. Confermata a Gideon la versione di Lene sul loro precedente rapporto, Botho si ritrova travolto dai ricordi e per cacciarne la nostalgia riprende le lettere che aveva ricevuto da Lene durante il periodo del loro rapporto ed i fiori, raccolti per lui da Lene durante la scampagnata all' Hankels Ablage, e riuniti in mazzolino legato con i suoi capelli, e getta il tutto nel fuoco del caminetto. In occasione del matrimonio fra Gideon e Lene, annunciato con un'inserzione sul giornale, Botho commenta: «Gideon è meglio di Botho», parole con le quali si chiude il romanzo.

## Il tema dell'amore fra persone di diversa estrazione sociale
Il problema dell'amore che travalica i confini fra i ceti sociali non era nuovo nella letteratura del periodo in cui vide la luce Irrungen, Wirrungen. Già nel XVIII secolo era emersa una connessione fra la libertà individuale e la libera scelta del partner matrimoniale. Questa realtà sociale però rimase ancora a lungo immutata, così che Botho e Lene rientrano ciascuno nel livello sociale di appartenenza senza ribellarsi alla tacita regola. Alla fine del romanzo, ciascuno di loro accetta il coniuge imposto dalle convenzioni sociali del tempo. Lene si preoccupa per il suo futuro economico e sposa Gideon senza darsi gran pensiero, mentre Botho, bruciando lettere e fiori che sono la testimonianza di un dolce passato, passa al di sopra della sofferenza del ricordo senza grandi patemi.
Come Käthe, anche Gideon dà alla moglie la sicurezza finanziaria, ma a differenza della prima, è al corrente della di lei precedente relazione amorosa e consapevolmente non gliene fa una colpa. Tuttavia il legame matrimoniale fra lui e Lene subisce le critiche dei presenti alla cerimonia nuziale, gran parte dei quali ivi presenti casualmente: innanzitutto lei non porta alcuna ghirlanda nuziale, il che significa che viene meno il segno della sua verginità, e di qui i commenti sono salaci ed irridenti. Si sottolinea poi che un uomo con un'età doppia di quella della sposa non può in ogni caso avanzare grandi pretese e lascia intravedere un probabile fallimento del legame. Secondo i commentatori, che deridono anche l'alto colletto indossato dallo sposo,  con il quale secondo loro Gideon potrebbe anche assassinare Lene, qualora i mormorii sul conto di lei si ripetessero anche dopo essersi sposata.

## Accoglienza al romanzo
Il romanzo comparve inizialmente nel 1887 sulla Vossiche Zeitung ed andò incontro fin dall'inizio a un generale rifiuto da parte della critica e dei lettori. Il rifiuto non poggiava solo sul fatto, che il romanzo descrive un rapporto che non rispetta i limiti delle differenze di ceto, ma anche su quello, che Fontane presenti una giovane di basso livello sociale cui conferisce anche, da un certo punto di vista, una superiorità morale. Il linguaggio del testo risente notevolmente della parlata tipica berlinese.

## Riferimenti ed allusioni
La narrazione è ricca di riferimenti ed allusioni storico-letterarie. Ciò vale sia nella scelta dei nomi dei protagonisti, che nella citazione di frasi e situazioni note da opere letterarie di altri autori.

### La scelta dei nomi
I nomi e soprannomi che l'autore assegna ai suoi personaggi sono presi direttamente o con piccole alterazioni, da personaggi storici o letterari, talvolta anche con significati allusivi ed ironici. Così Botho è un'alterazione di Bodo, protagonista di leggende cavalleresche tornate di moda all'inizio del secolo; tuttavia tale antico ed obsoleto nome aveva all'origine il significato di "proprietario terriero", il che suona piuttosto ironico, vista la condizione di spiantato del protagonista, cui il padre aveva lasciato solo terreni incolti ed incoltivabili, quindi privi di valore, come gli rammenta lo zio Osten, allorché gli ricorda il suo impegno a sposare la ricca cugina Käthe.
Il nome della protagonista femminile è Lene, diminutivo sia di Magdalene che di Helene. La prima ha la sua valenza, essendo la Maddalena ( o meglio Magdalena, cioè proveniente da Magdala), una delle poche figure femminili della Bibbia del cui padre e/o del cui marito non si dice nulla, com'è del padre di Lene, visto che lei vive con la madre adottiva. Ma anche Elena di Troia può essere accostata a Lene, in quanto contesa fra due innamorati. Il cognome della madre adottiva di Lene, Nimpsch, è tratto dalla corruzione del cognome Niembsch, un omaggio di Fontane allo scrittore austriaco Nikolaus Franz Niembsch von Strehlenau, più noto come Nikolaus Lenau.
Il nome della cugina Käthe è  invece diminutivo di Katharina (Caterina), che deriva dal greco katharà, cioè "pura, schietta", in contrapposizione a Lene, considerata peccatrice per la sua relazione con Botho.
I soprannomi delle amanti dei colleghi d'arme di Botho, Balafré, Serge e Pitt, Regina Isabeau (Königin Isabeau), Margot e Johanna, presenti solo nel 13º  capitolo del romanzo, sono presi dai nomi di alcuni personaggi femminili schilleriani da La Pulzella d'Orléans (ma Königin Isabeau potrebbe riferirsi anche alla terza moglie di Filippo II, Isabella di Valois, come dice esplicitamente Balafré). E Lene viene loro presentata da Botho come Agnès Sorel, che fu l'amante favorita di Carlo VII di Francia. Così gli stessi colleghi portano soprannomi "storici", come Pitt, presumibilmente riferito allo statista inglese William Pitt il Giovane, che fu Primo Ministro del Regno Unito tra il 1793 ed il 1801 e tra il 1804 ed il 1806, Serge, «…nome di un santo russo e di molti granduchi russi…», come spiega Botho ad un'incuriosita e sospettosa Lene nel 10º  capitolo, o irridenti come Balafré, "sfregiato" in francese, termine che notoriamente non si applica a gentiluomini! In effetti Balafré viene definito dallo stesso Botho, nel 23º  capitolo, uno che «…spendeva almeno un'ora al giorno in sciocchezze e spacconate».
Lo sposo di Lene infine, il "predicatore", si chiama Gideon Franke: Gideon da Gedeone, il giudice ebraico che dietro sollecitazione di Jahvé liberò Israele dagl'infedeli Madianiti, che opprimevano il Popolo di Dio, e Franke, che significa "libero", libero cioè dalle convenzioni sociali tanto da sfidare la negatività dell'opinione pubblica e sposare una donna molto più giovane di lui, cosa ritenuta dalla gente ridicola e disdicevole, e per di più con alle spalle un'esperienza di amante, giudicata moralmente con molta severità.

### Citazioni
- 2º  capitolo. Riferendosi agli ortaggi coltivati dal marito di Frau Dörr, l'autore parla di quelli che piacciono al «…vero berlinese…» (der richtige Berliner), dal titolo dell'opera dello scrittore Hans Meyers: Der richtige Berliner in Wörten und Redensarten (Il vero berlinese in parole e modi di dire), comparsa nel 1878.
- 4º  capitolo. Parlando in casa di Lene, a proposito di lavandaie, Botho, commenta come un noto poeta (Adelbert von Chamisso) abbia dedicato una delle sue poesie (Die alte Waschfrau) ad una lavandaia
- 6º  capitolo. Dopo aver letto una lettera indirizzatagli da Lene, Botho ne commenta bonariamente la correttezza formale, non potendosi esimere dal correggere il testo con un trattino: «Stiehl statt Stiel» (Stiehl invece del trattino), alludendo così a Anton Wilhelm Ferdinand Stiehl,  autore di un testo di regole grammaticali ed ortografiche per scuole popolari.
Al termine del medesimo capitolo, Botho, dopo aver letto felicemente la lettera di Lene, si affaccia al balcone del suo studio ed ammirando il panorama esclama: «Che bello. Si tratta proprio del migliore dei mondi», alludendo così all'affermazione del filosofo Leibniz, secondo il quale «…il nostro è proprio il migliore dei mondi possibili.»
- 7º  capitolo. Lo zio di Botho, Kurt Anton Osten, parlando, senza citarlo mai, di Bismarck, che egli detesta, dice che «…non ha imparato nient'altro che scrivere dispacci», alludendo così al messaggio, volutamente ambiguo, scritto dallo statista prussiano, che fu il casus belli della guerra franco-prussiana del 1870
Nel medesimo capitolo i discorsi dello zio sono fortemente allusivi ad episodi della politica condotta allora dal cancelliere prussiano
- 10º  capitolo. Lene racconta a Botho di aver assistito ad un dramma intitolato La maschera di ferro, probabilmente l'opera del 1804, Die eiserne Larve, dello scrittore svizzero Heinrich Zschokke
- 14º  capitolo. Agitato dopo la lettura della lettera della madre, che gli rammenta la necessità per la famiglia del suo matrimonio con la cugina Käthe, Botho s'immagina di fuggire nella Legione Straniera, portando con sé Lene come Figlia del reggimento, alludendo all'omonima opera lirica di Gaetano Donizetti
- 17º  capitolo. Parlando con il marito di tradimenti coniugali, Käthe afferma che ve ne possono essere mille tre e lo si viene a sapere appena: allusione all'aria Mille e tre cantata da Leporello nel Don Giovanni di Mozart.
- 24º  capitolo. Botho si rivolge alla moglie Käthe apostrofandola: «Käthe, Puppe, liebe Puppe…» (Käthe,  bambola, cara bambola…), un'allusione palese al dramma di Henrik Ibsen, Casa di bambola

## Edizioni

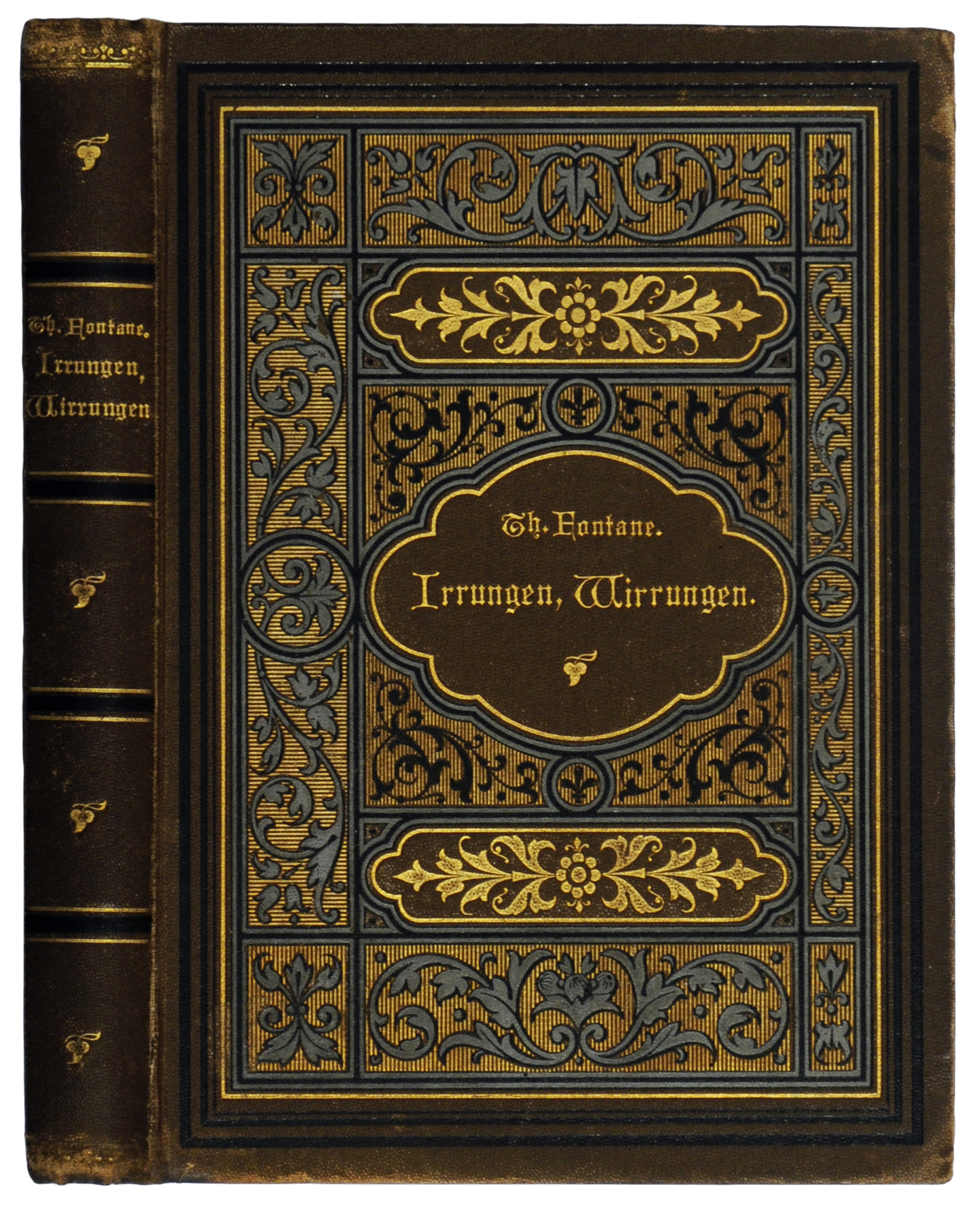
Rilegatura della prima edizione 1888

- Prima edizione: Theodor Fontane: Irrungen, Wirrungen. Roman. Leipzig: Verlag von F. W. Steffens, o. J. [1888], 284 S., s. Abb. rechts
- Theodor Fontane: Irrungen, Wirrungen. Roman. Bearbeitet von Karen Bauer. Berlin 1997 (Große Brandenburger Ausgabe, Das erzählerische Werk, Bd. 10). ISBN 3-351-03122-X

## Traduzioni in italiano
Il romanzo è stato tradotto più volte in lingua italiana, ma il titolo non ha termini ben equivalenti nella nostra lingua, per cui è stato tradotto molto liberamente.
- trad. Arturo Petronio, Le complicazioni della vita, Milano, Ultra, 1944
- trad. Ervino Pocar, La serena rinuncia, Milano, Rizzoli, 1966; con il titolo Errore e passione, ivi 1982 ISBN 88-17-16885-8
- trad. Cesare De Marchi, Amori, errori, Milano, Mondadori, 1982; Milano, Greco & Greco, 1994 ISBN 88-7980-047-7
- trad. Silvia Bortoli, Smarrimenti, disordini in: Romanzi, 2 voll., I Meridiani Mondadori, 2003 ISBN 88-04-51343-8 ISBN 88-04-51344-6